# Hafszidák
A Hafszidák (arab الحفصيون al-Ḥafṣiyyūn) berber származású szunnita muszlim uralkodódinasztia volt a késő középkorban Ifríkijában, azaz a mai Líbia nyugati részében, a mai Tunéziában és a mai Algéria keleti részében. A dinasztia tagjai 1229-től 1574-ig uralkodtak.

## Történetük
A dinasztia névadója a marokkói maszmúda törzsből származó Muhammad ibn Abi Hafsz volt. Őt az 1198 és 1213 közt uralkodó almohád kalifa, Muhammd an-Nászir nevezte ki Ifríkija kormányzójának. A Hafszok nagyhatalmú csoport voltak az almohád birodalomban. Ősük, Umar Abu Hafsz al-Hintáti a birodalmat kezdetben vezető tízek tanácsának tagja, az Almohádokat hatalomra segítő Ibn Túmart közeli társa volt. Eredeti neve Feszga Oumzal volt, és ez változott később az "Abu Hafsz Omar ibn Jahja al-Hentati" névre, hiszen Ibn Tumartnak az volt a szokása, hogy nevet adott azoknak a közeli barátainak, akik elfogadták a tanítását.
Mint kormányzók, a Hafszidák állandó fenyegetés alatt álltak a Banu Ganiják részéről, akik azoknak az almorávida fejedelmeknek voltak a leszármazottai, akiket az Almohádok legyőztek és elűztek a trónról.

A Hafszidák 1229-ig voltak az Almohádok megbízta kormányzók Ifríkijában, amikor kinyilvánították a függetlenségüket. A dinasztiaalapító Abu Zakaríja szultán (1229–1249) újjászervezte Ifríkija közigazgatását, és Tuniszt a birodalom gazdasági és kulturális központjává fejlesztette. A birodalom sok muszlimot fogadott be al-Andaluszból, akik a reconquista – az Ibériai-félsziget visszahódítása a keresztény Kasztília és Aragónia által – űzött el. A szultán 1242-ben meghódította a nyugati Tilimszánban uralkodó Zijanidákat. Kiterjesztette állama határait a Közép-Magrebre, és fennhatósága alá vonta a granadai Naszridákat is.
Utóda, Muhammad al-Musztanszir (1249–1277) 1256-ban felvette a kalifa címet, és apja politikáját folytatta. Uralkodása alatt zajlott le a Tunisz ellen indított, jól szervezett, de járvány folytán elbukott nyolcadik keresztes hadjárat. Ennek vezetője, IX. Lajos francia király a katonái közt halt meg vérhasban Tunisz közelében 1270-ben.
A 14. században a birodalom meggyengült. A Zijanidákat sikerült alávetni, de 1347 és 1357 közt a birodalmat kétszer is meghódította a marokkói Marínidák. Komoly veszteséget okoztak a népességben és a birodalom erejében a pestisjárványok. Végül azonban a Hafszidák visszaszerezték a birodalmukat.
A dinasztia idején jelentősen bővült a kereskedelem a keresztény Európával, de elterjedtebbé vált a keresztény hajók elleni kalózkodás is, különösen II. Abu Fárisz Abd al-Azíz uralkodása (1394–1434) idején. A Hafszidák 1429-ben megtámadták Máltát. Nem sikerült meghódítaniuk a szigetet, de háromezer rabszolgát zsákmányoltak. A hasznot nagy építkezésekre, a művészet és a kultúra támogatására költötték. A kalózkodás azonban gyakran provokált ki aragóniai és velencei ellencsapásokat a tunéziai parti városok ellen.
A dinasztia Oszmán uralkodása (1435–1488) alatt érte el fénykorát. Fejlődött a karavánkereskedelem a Szaharán keresztül és Egyiptommal, és a tengeri kereskedelem Velencével és Aragóniával. A beduinok és a városok jórészt függetlenekké váltak, a Hafszidák közvetlen irányítása alatt csak Tunisz maradt és Kaszentína.
A 16. században a Hafszidák egyre jobban belebonyolódtak a Spanyolország és az Oszmán Birodalom támogatását élvező berber korzárok közti hatalmi harcba. 1534-ben az oszmánok meghódították Tuniszt, és egy évig meg is tartották, kiverve a hafszida uralkodót, Mauláj Haszant. Egy évvel később V. Károly német-római császár foglalta el Tuniszt, és visszaültette helyére a hafszida uralkodót, mint hűbéresét. Ettől fogva az oszmán fenyegetés miatt a Hafszidák Spanyolország hűbéresei maradtak. Az oszmánok 1569-ben megint elfoglalták Tuniszt, és négy évig tartották. Don Juan de Austria 1573-ban foglalta vissza, de 1574-ben végleg oszmán kézre került. Az utolsó hafszida kalifát, VI. Muhammadot Konstantinápolyba vitték, ahol kivégezték a Spanyolországgal való kollaborálásért, és mert az oszmán szultán Mekka és Medina birtokosaként igényt tartott a kalifa címre. A dinasztia túlélte az oszmán vérengzést, mert egy ágát a spanyolok a Kanári-szigetekre menekítették.

## Uralkodók
| Uralkodó                  | Születési idő     | Halálozási idő       | Élethossz | Uralkodási idő    | Uralkodási évek | Megjegyzés |
| ------------------------- | ----------------- | -------------------- | --------- | ----------------- | --------------- | ---------- |
| I. Jahja                  | 1203              | 1249 szeptembere     | 46 év     | emír: 1229 – 1249 | 20 év           |            |
| I. Muhammad               | 1228              | 1277                 | 49 év     | emír: 1249 – 1277 | 28 év           |            |
| II. Jahja                 | 1249              | 1280                 | 31 év     | emír: 1277 – 1279 | 2 év            |            |
| I. Ibráhím                | 1234              | 1283                 | 49 év     | emír: 1279 – 1283 | 4 év            |            |
| Abd al-Azíz               | ?                 | 1283                 | ? év      | emír: 1283        | 1 év            |            |
| I. Ahmad                  | ?                 | 1284                 | ? év      | emír: 1283 – 1284 | 1 év            |            |
| I. Umar                   | ?                 | 1295                 | ? év      | emír: 1284 – 1295 | 11 év           |            |
| II. Muhammad              | 1279              | 1308. szeptember 17. | 29 év     | emír: 1295 – 1308 | 13 év           |            |
| I. Abu Bakr               | ?                 | 1309                 | ? év      | emír: 1308 – 1309 | 1 év            |            |
| I. Hálid                  | ?                 | 1311                 | ? év      | emír: 1309 – 1311 | 2 év            |            |
| I. Zakarijá               | 1253              | 1317                 | 64 év     | emír: 1311 – 1317 | 6 év            |            |
| III. Muhammad             | ?                 | 1318                 | ? év      | emír: 1317 – 1318 | 1 év            |            |
| II. Abu Bakr              | ?                 | 1346. október 19.    | ? év      | emír: 1318 – 1346 | 28 év           |            |
| II. Ahmad                 | ?                 | 1350                 | ? év      | emír: 1346 – 1347 | 1 év            |            |
| Marínida uralom 1347–1350 |                   |                      |           |                   |                 |            |
| al-Fadl                   | ?                 | 1350                 | ? év      | emír: 1350        | 1 év            |            |
| II. Ibráhím               | 1336              | 1369                 | 33 év     | emír: 1350 – 1369 | 19 év           |            |
| II. Hálid                 | ?                 | 1371                 | ? év      | emír: 1369 – 1371 | 2 év            |            |
| III. Ahmad                | 1329              | 1394. június 6.      | 65 év     | emír: 1371 – 1394 | 23 év           |            |
| Abd al-Azíz               | 1361              | 1434                 | 73 év     | emír: 1394 – 1434 | 40 év           |            |
| IV. Muhammad              | ?                 | 1435. szeptember 16. | ? év      | emír: 1434 – 1435 | 1 év            |            |
| Oszmán                    | 1418. október 28. | 1488 szeptembere     | 69 év     | emír: 1435 – 1488 | 53 év           |            |
| III. Jahja                | ?                 | 1489                 | ? év      | emír: 1488 – 1489 | 1 év            |            |
| Abd al-Mumin              | ?                 | 1490                 | ? év      | emír: 1489        | 1 év            |            |
| II. Zakarijá              | ?                 | 1494                 | ? év      | emír: 1490 – 1494 | 4 év            |            |
| V. Muhammad               | ?                 | 1526                 | ? év      | emír: 1494 – 1526 | 32 év           |            |
| VI. Muhammad              | 1500              | 1549                 | 49 év     | emír: 1526 – 1534 | 8 év            |            |
| Oszmán uralom 1534 – 1535 |                   |                      |           |                   |                 |            |
| VI. Muhammad (2x)         | 1500              | 1549                 | 49 év     | emír: 1535 – 1542 | 7 év            |            |
| IV. Ahmad                 | ?                 | 1575                 | ? év      | emír: 1542 – 1569 | 27 év           |            |
| Oszmán uralom 1569 – 1573 |                   |                      |           |                   |                 |            |
| VII. Muhammed             | ?                 | 1574                 | ? év      | emír: 1573 – 1574 | 1 év            |            |
| 1574-től oszmán uralom    |                   |                      |           |                   |                 |            |

## Fordítás
- Ez a szócikk részben vagy egészben  a   Hafsid dynasty című angol Wikipédia-szócikk ezen változatának fordításán alapul.  Az eredeti cikk szerkesztőit annak laptörténete sorolja fel. Ez a jelzés csupán a megfogalmazás eredetét és a szerzői jogokat jelzi, nem szolgál a cikkben szereplő információk forrásmegjelöléseként.